# آندرئا آنه‌ای
آندرئا آنه‌ای (رومانیایی: Andreea Aanei؛ زادهٔ ۱۸ نوامبر ۱۹۹۳) یک وزنه‌بردار زن اهل رومانی است.